# Arp 104
Arp 104 o Sistema di Keenan (in inglese Keenan's System) è una coppia di galassie interagenti catalogata nell'Atlas of Peculiar Galaxies compilato nel 1966 da Halton Arp. Si trova in direzione della costellazione dell'Orsa Maggiore alla distanza di circa 137 milioni di anni luce dalla Terra.
La coppia è formata dalla galassia spirale NGC 5216 e dalla galassia ellittica NGC 5218. Le due galassie sono unite da un ponte di materia galattica che misura circa 124.000 anni luce (38.000 pc) formatosi a seguito dell'interazione gravitazionale iniziata circa 300 milioni di anni fa.
Le galassie furono individuate da William Herschel nel 1790 e studiate da Edwin Hubble nel 1926. Solo nel 1935 Philip C. Keenan pubblicò uno studio in cui descriveva il ponte intergalattico, che fu oggetto di osservazioni approfondite nel 1958 presso gli osservatori Lick e di Monte Palomar.